# Anderson Rodrigues
Anderson de Oliveira Rodrigues est un joueur de volley-ball brésilien né le 21 mai 1974 à Belo Horizonte (Minas Gerais). Il mesure 1,90 m et joue attaquant. Il totalise 121 sélections en équipe du Brésil.

## Palmarès

### Sélection nationale
- Jeux olympiques (1)
  - Vainqueur : 2004
  - Finaliste : 2008,
- Championnat du monde (3)
  - Vainqueur : 2002 et 2006
- Coupe du monde (2)
  - Vainqueur : 2003 et 2007
- Ligue mondiale (5)
  - Vainqueur : 2003, 2004, 2005, 2006, 2007
  - Finaliste : 2002
- Jeux panaméricains (1)
  - Vainqueur : 2007
  - Troisième : 2003

### Club
- Coppa Italia (1)
  - Vainqueur : 2006
- Tournoi de Kurowashiki (1)
  - Vainqueur : 2003